# Audi Sportpark
El Audi Sportpark se ubica en Ingolstadt, en el estado federado de Baviera, Alemania. Su equipo titular es el FC Ingolstadt 04, club que actualmente juega en la 3. Liga.
Su dirección es Am Sportpark 1, 85053 Ingolstadt.

## Historia

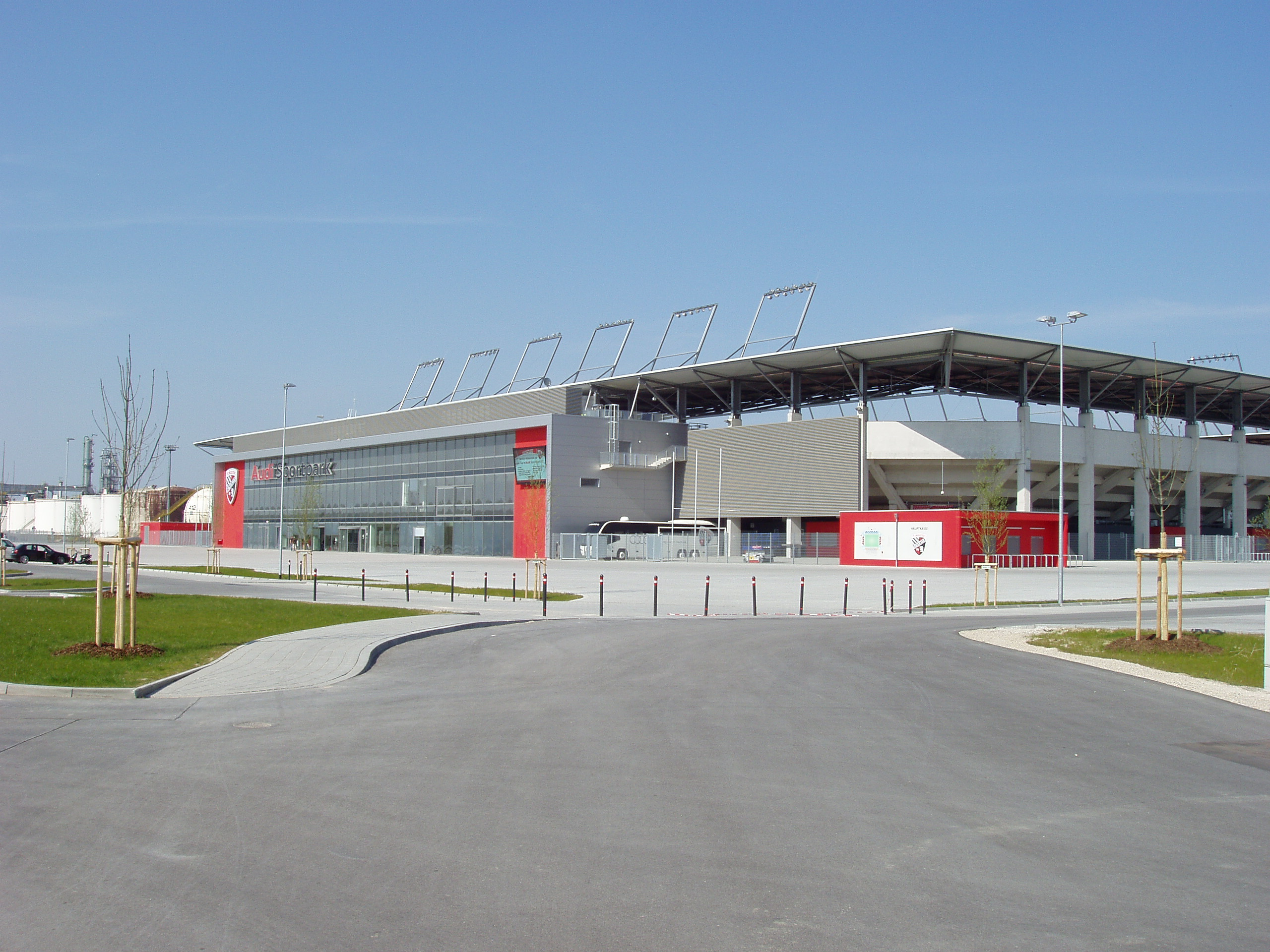
Otra vista exterior del Audi Sportpark.

El Audi Sportpark fue construido para proporcionar al club recién formado FC Ingolstadt con una nueva y moderna casa.
El estadio se construyó en los terrenos de las refinerías Bayernoil en el borde sureste de la ciudad. Llegó a un costo de unos 20 millones de euros, que fue completamente pagado por el club y su principal patrocinador Audi.
El Audi Sportpark se inauguró oficialmente el 24 de julio de 2010 con un torneo de tres equipos que involucraron al Ingolstadt, VfL Wolfsburgo y F. C. Augsburgo.
El estadio cuenta con un total de 1350 plazas de negocios y 18 casas de campo vip. Es, además, muy práctico porque se puede ampliar fácilmente a una capacidad de 30 000.
El primer encuentro oficial fue contra el Karlsruher SC, el resultado fue a favor de los locales por un marcador de 2:0.

## Formas de llegar
El Audi Sportpark está situado en el borde sureste de la ciudad de Ingolstadt, a cerca de 5,5 kilómetros de su centro histórico y cerca de 4 kilómetros de la estación de ferrocarril principal, que se encuentra hacia el sur de la ciudad.
Se encuentra cerca de la autopista A9, que conecta Múnich con Núremberg. Si se viene desde Múnich, se debe dejar la A9 en la salida 63 Manching. Girar a la derecha en la B16 hacia Ingolstadt. Signos guiarán hasta el estadio.
Si se viene desde Núremberg, se debe dejar la A9 en la salida 62 Ingolstadt-Süd. Girar a la izquierda en la Manchinger Straße y seguir durante unos 2 kilómetros hasta señales que guiarán a las áreas de estacionamiento del estadio.
Hay servicio regular de tren desde Múnich y Núremberg a Ingolstadt. El viaje desde Múnich toma 45 a 60 minutos, mientras que el viaje de Núremberg no toma más de media hora.
No hay servicios de transporte público directo desde la estación de ferrocarril principal de Ingolstadt (Hauptbahnhof) y por lo tanto puede ser mejor coger un tren que se detiene en la estación de Ingolstadt Nord (trenes de menos frecuencia, pero situada más cerca del centro histórico).
Desde el centro histórico (Stadttheater) también se puede tomar el autobús 21. Una vez más, tomar el autobús hacia Audi-Sportpark y bajar en la última parada. Ambos autobuses salen al menos cada media hora. El trayecto dura unos 15 minutos.
Los días de partidos hay un servicio de transporte (línea 202) que se inicia en JOB y pasa por el centro histórico al estadio. Los autobuses salen cada 15 minutos desde dos horas antes del comienzo del partido.
Si se viene desde la estación principal de ferrocarril, lo mejor es tomar primero un autobús hacia el centro y luego seguir como antes se mencionó.
Desde la terminal central de autobuses (ZOB), que se encuentra en el extremo norte del centro histórico, a pocos pasos de distancia de Ingolstadt Nord, se puede coger el autobús 51 hasta el estadio. Se debe tomar el autobús en la dirección de Audi-Sportpark, que es también la última parada de la línea.

## Entradas
Las entradas para los partidos de Ingolstadt se pueden comprar por internet, en el Fan y Ticketshop en el Audi Sportpark, o en uno de los puntos de venta anticipada en el área de Ingolstadt.
El Donaukurier en el Mauthstraße 9 en el centro histórico y el punto de información turística en la Hauptbahnhof están convenientemente ubicados para que se puedan adquirir las entradas.
También se pueden comprar en las taquillas del estadio el día del partido. Ingolstadt rara vez vende entradas en un partido regular de liga.
Los precios varían desde 22€ para un asiento en una de las esquinas a 28€ para un asiento en la tribuna principal. Un boleto para uno de los sectores de pie cuesta 12€.

## Tours al estadio
En el Audi Sportpark se ofrecen visitas guiadas del estadio que incluyen las áreas de prensa, vestuarios, túnel de jugadores, y las secciones de negocios. Los recorridos duran unos 60 minutos.
Tours solo salen de vez en cuando. Si se desea realizar uno de estos tours hay que visitar el sitio web del Audi Sportpark para informarse de las fechas y los tiempos que ofrecen. Se requiere reserva, que se puede hacer por teléfono. El tour cuesta € 2,00.

## Partidos internacionales
| Fecha                    | Equipo local       | Equipo Visitante     | Resultado | Ocasión                             | Asistencia |
| ------------------------ | ------------------ | -------------------- | --------- | ----------------------------------- | ---------- |
| 7 de septiembre de 2010  | Alemania (Sub-21)  | Irlanda del Norte    | 3 : 0     | Clasificación Eurocopa U-21 de 2011 | 5440       |
| 21 de mayo de 2011       | Alemania (Mujeres) | Corea del Norte      | 2 : 0     | Amistoso                            | 8756       |
| 6 de octubre de 2011     | Alemania (Sub-21)  | Bosnia y Herzegovina | 3 : 0     | Clasificación Eurocopa U-21 de 2013 | 4192       |
| 5 de junio de 2012       | Turquía            | Ucrania              | 2 : 0     | Amistoso                            | 11 000     |
| 10 de septiembre de 2014 | Alemania (Sub-17)  | Países Bajos         | 3 : 3     | Amistoso                            | 2500       |
| 13 de noviembre de 2014  | Alemania (Sub-21)  | Países Bajos         | 3 : 1     | Amistoso                            | 3068       |